# 基氏翼魷
基氏翼魷（学名：Pterygioteuthis giardii）为火魷科翼魷屬下的一个种。